# Clifton Sandvliet
Clifton Sandvliet (Paramaribo, 18 augustus 1977) is een Surinaams voormalig voetballer. Hij speelde hij voor SV Transvaal, Walking Boyz Company en het Nationaal Leger. Driemaal won Sandvliet het topschutterklassement van de SVB-hoofdklasse.
Sandvliet speelde 30 interlands voor het Surinaams voetbalelftal en maakte 9 doelpunten.

## Interlands

### Suriname
Sandvliet speelde van 2000 t/m 2008 voor het Surinaamse voetbalelftal. Na een korte onderbreking vanaf 2006, keerde hij terug bij het elftal op 14 juni 2008 tijdens de WK-kwalificatiewedstrijd tegen Guyana. In deze wedstrijd maakte hij het enige doelpunt.

## Spelerstatistieken
| Seizoen                     | Club                        | Land                        | Competitie      | Wedstrijden | Goals |
| --------------------------- | --------------------------- | --------------------------- | --------------- | ----------- | ----- |
| 2001/2002                   | Surinaams Nationaal Leger   | Suriname                    | SVB-hoofdklasse | 24          | 27    |
| 2002/2003                   | Surinaams Nationaal Leger   | Suriname                    | SVB-hoofdklasse | ?           | ?     |
| 2003/2004                   | SV Transvaal                | Suriname                    | SVB-hoofdklasse | 24          | 10    |
| 2004/2005                   | Walking Boyz Company        | Suriname                    | SVB-hoofdklasse | 23          | 20    |
| 2005/2006                   | Walking Boyz Company        | Suriname                    | SVB-hoofdklasse | 25          | 27    |
| 2006/2007                   | Walking Boyz Company        | Suriname                    | SVB-hoofdklasse | 16          | 3     |
| 2007/2008                   | Walking Boyz Company        | Suriname                    | SVB-hoofdklasse | 19          | 7     |
| 2008/2009                   | Walking Boyz Company        | Suriname                    | SVB-hoofdklasse | ?           | ?     |
| 2009/2010                   | Walking Boyz Company        | Suriname                    | SVB-hoofdklasse | ?           | ?     |
| 2010/2011                   | Walking Boyz Company        | Suriname                    | SVB-hoofdklasse | ?           | ?     |
| 2011/2012                   | Walking Boyz Company        | Suriname                    | SVB-hoofdklasse | ?           | ?     |
| Bijgewerkt tot 21 juni 2009 | Bijgewerkt tot 21 juni 2009 | Bijgewerkt tot 21 juni 2009 | Totaal          | ??          | ??    |

## Erelijst

### Met clubteams
- Surinaams landskampioenschap: 2006, 2008 (Walking Boys Company)
- Finalist Beker van Suriname: 2004 (SV Transvaal)
- Winnaar President's Cup: 2004 (SV Transvaal), 2005 (Walking Boys Company)

### Persoonlijke prijzen
- Topscorer SVB-Hoofdklasse: 2002, 2005, 2006.
- Surinaams voetballer van het jaar: 2005, 2006.